# Chrysso arops
Chrysso arops är en spindelart som beskrevs av Levi 1962. Chrysso arops ingår i släktet Chrysso och familjen klotspindlar. Inga underarter finns listade i Catalogue of Life.